# Cláudio Russo
Cláudio de Araújo Malheiros, mais conhecido como Cláudio Russo, é um compositor brasileiro, especializado em sambas de enredo. Iniciou sua carreira na ala de compositores da escola de samba Em Cima da Hora, na cidade do Rio de Janeiro, e se consolidou ao vencer disputas na Portela, Grande Rio e Beija-Flor.
Além de vencer em diversas agremiações de diversos carnavais, Cláudio Russo desempenhou a função de membro da Comissão de Carnaval da Beija-Flor, onde realizou a pesquisa do enredo, em 2015 (quando a escola foi campeã) e 2016.

## Biografia
Filho de um diretor de ala do Império do Marangá, Cláudio Russo pediu ao seu pai para fazer parte da escola de samba. Aos dezessete anos começou a participar das disputas de samba-enredo da agremiação, chegando à três finais consecutivas. Na época, escrevia sozinho, letra e melodia. Em 1991, foi para o Arrastão de Cascadura, mas não chegou à final da disputa. No ano seguinte, em 1992, foi levado para a Portela, onde no seu primeiro ano, conseguiu chegar à semifinal do concurso. Em 1993, ainda na Portela, venceu sua primeira disputa de samba-enredo. O samba "Cerimônia de Casamento" foi composto junto com Jorginho Estrela Negra e Wilson Cruz. A obra recebeu as notas 9; 9,5; e 10 no carnaval de 1993. A Portela ficou classificada na décima colocação. Em 1994, ganhou novamente a disputa na Portela. Junto com Wilson Cruz e Zé Luiz compôs "Quando o Samba Era Samba". A obra recebeu as notas 10; 10; e 9,5. A Portela se classificou em sétimo lugar. Para o ano de 1997 compôs o samba da Em Cima da Hora em homenagem à Sérgio Cabral junto com Rogerinho, Paulo Cara Feia e Antônio Nick. A escola foi a quinta colocada do Grupo A, a segunda divisão do carnaval carioca. Em 1999, novamente venceu a disputa da Em Cima da Hora. Compôs o samba-enredo "Horas... Eras de glórias... E outras histórias..." junto com Jayme Cesar, Biscoito, Paulinho Cara Feia, Alvinho e Amaral. A escola obteve o sexto lugar do Grupo A. Para o carnaval de 2001, compôs o samba da Acadêmicos do Grande Rio, que apresentou um enredo de Joãosinho Trinta sobre o Profeta Gentileza. A obra "Gentileza, o Profeta Saído do Fogo" foi composta junto com Zé Luiz, Carlos Santos e Ciro. O samba recebeu as notas 9,5; 9,5; e 10. A Grande Rio foi a sexta colocada do Grupo Especial.
Em 2004 venceu sua primeira disputa na Beija-Flor. Compôs a obra "Manõa, Manaus, Amazônia, Terra Santa: Alimenta o Corpo, Equilibra a Alma e Transmite a Paz" junto com José Luis, Marquinhos e Jessey. O samba recebeu nota máxima dos quatro jurados oficiais do carnaval e a Beija-Flor conquistou o título de campeã do Grupo Especial. Pela primeira vez, Cláudio Russo venceu o carnaval com um samba de sua autoria. Para o ano de 2005, compôs o samba "Brasil Feito a Mão", da escola Mocidade Unida da Cidade de Deus, junto com Zé Luiz, Alexandre, Bolete e Antônio Carlos. A agremiação foi a 14.ª colocada do Grupo D, a quinta divisão do carnaval carioca. No ano seguinte, em 2006, assinou a obra "A Divina Comédia Brasileira", da Renascer de Jacarepaguá, junto com Carlinhos do Cavaco, Julinho Cá e Jefinho do Amaral. O samba recebeu as notas 10; 10; 10; e 9,8. A Renascer obteve o quinto lugar do Grupo A.
Para o carnaval de 2007, voltou a vencer as disputas da Beija-Flor e da Renascer de Jacarepaguá. Na Beija-Flor, compôs o samba "Áfricas - Do Berço Real à Corte Brasiliana" junto com J. Velloso, Gilson Dr e Carlinhos do Detran. A obra recebeu nota máxima dos quatro jurados oficiais do carnaval e a Beija-Flor sagrou-se campeã do Grupo Especial. Além de ser campeão do carnaval pela segunda vez, Cláudio Russo também recebeu seu primeiro Estandarte de Ouro de melhor samba-enredo, pela obra composta para a Beija-Flor. Na Renascer, compôs o samba "Jacarepaguá - Fábrica de Sonhos" junto com Carlinho, Andre, Marquinho, Flavinho do Cavaco e Julinho Cá. A obra recebeu as notas 9,6; 10; 10; e 10. A Renascer foi a sexta colocada do Grupo A.
Venceu novamente a disputa da Beija-Flor para o carnaval de 2008, assinando o samba "Macapaba: Equinócio Solar, Viagens Fantásticas ao Meio do Mundo" junto com Carlinhos Detran, J. Velloso, Gilson Dr, Kid e Marquinhos. O samba foi criticado por se assemelhar ao do ano anterior. A obra recebeu nota máxima dos quatro jurados e a Beija-Flor conquistou mais um título de campeã. No mesmo ano, Cláudio Russo também foi campeão no Grupo B, assinando a obra "Ewe, a Cura Vem da Floresta", da Inocentes de Belford Roxo junto com os compositores Carlinhos do Cavaco, Tentenzinho Jr e Nino do Milênio. No carnaval de 2009, assinou os sambas da Corações Unidos do Amarelinho e da Rosa de Ouro. Na Corações, compôs "O Grito de Amor e Rebeldia de Uma Pátria Livre" junto com Sergio Pinto, Rudy e Diego Chocolate. A escola foi a 13.º colocada no Grupo RJ-1, a terceira divisão do carnaval carioca. Na Rosa de Ouro, compôs "Não Há Limite para o Sonho. Quem Ousa Vence" junto com Ivan CBTU, Junior Scafura e Marquinho Dentinho. A escola foi a quarta colocada no Grupo RJ-3, a quinta divisão do carnaval do Rio de Janeiro. No ano seguinte, em 2009, perdeu a disputa na Beija-Flor, mas voltou a vencer na Renascer de Jacarepaguá. Para o enredo "Aquaticópolis", do carnavalesco Paulo Barros, compôs o samba junto com Adriano Cesário, Fábio Costa, Tinga e Beto Lima. A escola obteve o oitavo lugar do Grupo A. No mesmo ano, assinou o samba "O Rei de Irê", do Arrastão de Cascadura, junto com Frank, Fábio Costa, Julinho Cá, Nilson Lemos e Ivani Ramos. A escola foi a sétima colocada do Grupo RJ-2, a quarta divisão do carnaval.

## Composições
Abaixo, os sambas de enredo compostos por Cláudio Russo.
| Legenda: N Campeã do carnaval |

| Ano  | Grupo            | Escola                           | Samba                                                                                              | Ref.   |
| ---- | ---------------- | -------------------------------- | -------------------------------------------------------------------------------------------------- | ------ |
| 1993 | Especial (RJ)    | Portela                          | Cerimônia de Casamento                                                                             | [ 11 ] |
| 1994 | Especial (RJ)    | Portela                          | Quando o Samba Era Samba                                                                           | [ 13 ] |
| 1997 | Grupo A (RJ)     | Em Cima da Hora                  | Sérgio Cabral, a cara do Rio                                                                       | [ 15 ] |
| 1999 | Grupo A (RJ)     | Em Cima da Hora                  | Horas... Eras de glórias... E outras histórias...                                                  | [ 16 ] |
| 2001 | Especial (RJ)    | Acadêmicos do Grande Rio         | Gentileza X, o Profeta Saído do Fogo                                                               | [ 17 ] |
| 2004 | Especial (RJ)    | Beija-Flor                       | Manõa, Manaus, Amazônia, Terra Santa: Alimenta o Corpo, Equilibra a Alma e Transmite a Paz         | [ 19 ] |
| 2005 | Grupo D (RJ)     | Mocidade Unida da Cidade de Deus | Brasil Feito a Mão                                                                                 | [ 21 ] |
| 2006 | Grupo A (RJ)     | Renascer de Jacarepaguá          | A Divina Comédia Brasileira                                                                        | [ 22 ] |
| 2007 | Especial (RJ)    | Beija-Flor                       | Áfricas - Do Berço Real à Corte Brasiliana                                                         | [ 24 ] |
| 2007 | Grupo A (RJ)     | Renascer de Jacarepaguá          | Jacarepaguá - Fábrica de Sonhos                                                                    | [ 29 ] |
| 2008 | Especial (RJ)    | Beija-Flor                       | Macapaba: Equinócio Solar, Viagens Fantásticas ao Meio do Mundo                                    | [ 31 ] |
| 2008 | Grupo B (RJ)     | Inocentes de Belford Roxo        | Ewe, a Cura Vem da Floresta                                                                        | [ 34 ] |
| 2008 | Grupo D (RJ)     | Rosa de Ouro                     | As Sete Vertentes do Bem e do Mal                                                                  | [ 39 ] |
| 2009 | RJ-1 (RJ)        | Corações Unidos do Amarelinho    | O Grito de Amor e Rebeldia de Uma Pátria Livre                                                     | [ 35 ] |
| 2009 | RJ-3 (RJ)        | Rosa de Ouro                     | Não Há Limite para o Sonho. Quem Ousa Vence                                                        | [ 36 ] |
| 2009 | Especial (SP)    | Nenê de Vila Matilde             | 60 Anos - Coração Guerreiro, a Grande Refazenda do Samba                                           | [ 40 ] |
| 2010 | Grupo A (RJ)     | Renascer de Jacarepaguá          | Aquaticópolis                                                                                      | [ 37 ] |
| 2010 | RJ-2 (RJ)        | Arrastão de Cascadura            | O Rei de Irê                                                                                       | [ 38 ] |
| 2010 | Acesso (SP)      | Nenê de Vila Matilde             | A Água Nossa de Cada Dia. A Pureza da Águia É a Essência de Nossas Vidas!                          | [ 41 ] |
| 2011 | Grupo C (RJ)     | Em Cima da Hora                  | É Carnaval... Abram Alas para a Folia                                                              | [ 42 ] |
| 2011 | Grupo C (RJ)     | Flor da Mina do Andaraí          | Brasil Coração de Todos. Viva o Povo Brasileiro!                                                   | [ 43 ] |
| 2011 | Especial (SP)    | Nenê de Vila Matilde             | Salis Sapientiae - Uma História do Mundo!                                                          | [ 44 ] |
| 2012 | Especial (RJ)    | Renascer de Jacarepaguá          | O Artista da Alegria Dá o Tom na Folia!                                                            | [ 45 ] |
| 2012 | Grupo A (RJ)     | Inocentes de Belford Roxo        | Corumbá – Ópera Tupi Guaikuru                                                                      | [ 46 ] |
| 2012 | Grupo B (RJ)     | Unidos da Vila Santa Tereza      | A Vila na Magia dos Brinquedos                                                                     | [ 47 ] |
| 2012 | Grupo C (RJ)     | Arrastão de Cascadura            | Patrícia Amorim: a Majestade Rubro-negra!                                                          | [ 48 ] |
| 2013 | Grupo B (RJ)     | Rosa de Ouro                     | Sou Rosa, Sou de Ouro!                                                                             | [ 49 ] |
| 2013 | Especial (SP)    | Nenê de Vila Matilde             | Da Revolta dos Búzios a Atualidade. A Nenê Canta a Igualdade!                                      | [ 50 ] |
| 2014 | Série A (RJ)     | Renascer de Jacarepaguá          | Olhar Caricato. Simplesmente, Lan!                                                                 | [ 51 ] |
| 2014 | Série A (RJ)     | União do Parque Curicica         | Na Garrafa, no Barril, Salve a Cachaça, Patrimônio Cultural do Brasil                              | [ 52 ] |
| 2015 | Série A (RJ)     | Renascer de Jacarepaguá          | Candeia! Manifesto ao Povo em Forma de Arte!                                                       | [ 53 ] |
| 2016 | Série A (RJ)     | Acadêmicos do Cubango            | Um Banho de Mar à Fantasia                                                                         | [ 54 ] |
| 2016 | Série A (RJ)     | Paraíso do Tuiuti                | A Farra do Boi                                                                                     | [ 55 ] |
| 2016 | Série A (RJ)     | Renascer de Jacarepaguá          | Ibejís - Nas Brincadeiras de Criança: Os Orixás que Viraram Santos no Brasil                       | [ 56 ] |
| 2017 | Série A (RJ)     | Acadêmicos de Santa Cruz         | Vou Levar Somente o que Couber no Bolso e no Coração... Uma Viagem de Sabedoria Além da Imaginação | [ 57 ] |
| 2017 | Série A (RJ)     | Estácio de Sá                    | É! O Moleque Desceu o São Carlos, Pegou Um Sonho e Partiu com a Estácio!                           | [ 58 ] |
| 2017 | Série A (RJ)     | Renascer de Jacarepaguá          | O Papel e o Mar                                                                                    | [ 59 ] |
| 2017 | Série A (RJ)     | Unidos de Padre Miguel           | Ossaim: O Poder da Cura                                                                            | [ 60 ] |
| 2018 | Especial (RJ)    | Paraíso do Tuiuti                | Meu Deus, Meu Deus, Está Extinta a Escravidão?                                                     | [ 61 ] |
| 2018 | Série A (RJ)     | Inocentes de Belford Roxo        | Mojú, Magé, Majubá - Sinfonias e Batuques                                                          | [ 62 ] |
| 2018 | Série A (RJ)     | Renascer de Jacarepaguá          | Renascer de Flechas e de Lobos                                                                     | [ 63 ] |
| 2018 | Série A (RJ)     | Unidos de Padre Miguel           | Eldorado Submerso: Delírio Tupi-Parintintin                                                        | [ 64 ] |
| 2018 | Série B (RJ)     | União do Parque Curicica         | O Reino Está Nu!                                                                                   | [ 65 ] |
| 2019 | Especial (RJ)    | Acadêmicos do Grande Rio         | Quem Nunca…? Que Atire a Primeira Pedra                                                            | [ 66 ] |
| 2019 | Especial (RJ)    | Paraíso do Tuiuti                | O Salvador da Pátria                                                                               | [ 67 ] |
| 2019 | Especial (SP)    | X-9 Paulistana                   | O Show Tem Que Continuar! Meu Lugar É Cercado de Luta e Suor, Esperança num Mundo Melhor           | [ 68 ] |
| 2019 | Série A (RJ)     | Acadêmicos da Rocinha            | Bananas para o Preconceito                                                                         | [ 69 ] |
| 2019 | Série A (RJ)     | Inocentes de Belford Roxo        | O Frasco do Bandoleiro - Baseado num Causo com a Boca na Botija                                    | [ 70 ] |
| 2019 | Série A (RJ)     | Renascer de Jacarepaguá          | Dois de Fevereiro no Rio Vermelho                                                                  | [ 71 ] |
| 2020 | Especial (RJ)    | Paraíso do Tuiuti                | O Santo e o Rei – Encantarias de Sebastião                                                         | [ 72 ] |
| 2020 | Especial (RJ)    | Vila Isabel                      | Gigante pela própria natureza: Jaçanã e um Índio chamado Brasil                                    | [ 73 ] |
| 2020 | Especial (RJ)    | Viradouro                        | Viradouro de Alma Lavada                                                                           | [ 74 ] |
| 2020 | Especial (SP)    | X-9 Paulistana                   | Batuques Para um Rei Coroado                                                                       | [ 75 ] |
| 2020 | Série A (RJ)     | Acadêmicos da Rocinha            | A Guerreira Negra que Dominou os Dois Mundos                                                       |        |
| 2020 | Série A (RJ)     | Inocentes de Belford Roxo        | Marta do Brasil! Chorar no começo para sorrir no fim                                               |        |
| 2020 | Série A (RJ)     | Renascer de Jacarepaguá          | Eu que te benzo, Deus que te cura!                                                                 |        |
| 2022 | Especial (RJ)    | Paraíso do Tuiuti                | Ka Ríba Tí Ye - Que Nossos Caminhos Se Abram                                                       | [ 72 ] |
| 2022 | Série Ouro (RJ)  | Inocentes de Belford Roxo        | A Meia-Noite dos Tambores Silenciosos                                                              |        |
| 2022 | Série Ouro (RJ)  | Cubango                          | O Amor Preto Cura: Chica Xavier, A Mãe Baiana do Brasil                                            |        |
| 2022 | Acesso 1 (SP)    | Mocidade Unida da Mooca          | Aruanda – O Eterno Retorno                                                                         |        |
| 2022 | Acesso 1 (SP)    | X-9 Paulistana                   | Arapuca Tupi - A Reconquista de uma Terra sem Dono                                                 | [ 76 ] |
| 2022 | Especial (SP)    | Águia de Ouro                    | Afoxé de Oxalá – No Cortejo de Babá, Um Canto de Luz em Tempo de Trevas                            |        |
| 2022 | Especial (SP)    | Acadêmicos do Tatuapé            | Preto Velho conta a saga do café num canto de fé                                                   |        |
| 2022 | Especial (SP)    | Império de Casa Verde            | O Poder da Comunicação - Império, o Mensageiro das Emoções                                         |        |
| 2022 | Especial (SP)    | Vai-Vai                          | Sankofa                                                                                            |        |
| 2023 | Especial (RJ)    | Paraíso do Tuiuti                | Mogangueiro da Cara Preta                                                                          |        |
| 2023 | Especial (RJ)    | Unidos da Tijuca                 | É Onda que Vai… É Onda que Vem… Serei a Baía de Todos os Santos a Se Mirar no Samba da Minha Terra |        |
| 2023 | Série Ouro (RJ)  | Inocentes de Belford Roxo        | Mulheres de Barro                                                                                  |        |
| 2023 | Série Ouro (RJ)  | Lins Imperial                    | Madame Satã: Resistir Para Existir                                                                 |        |
| 2023 | Série Prata (RJ) | Renascer de Jacarepaguá          | O Afro-Brasil reluzente de Nei Lopes                                                               |        |
| 2023 | Série Prata (RJ) | Unidos de São Cristóvão          | Águas de Oxalá                                                                                     |        |
| 2023 | Acesso 1 (SP)    | Colorado do Brás                 | A Ópera de Um Pierrot                                                                              |        |
| 2024 | Especial (RJ)    | Paraíso do Tuiuti                | Glória ao Almirante Negro!                                                                         |        |
| 2024 | Especial (RJ)    | Unidos da Tijuca                 | Um Conto de Fados                                                                                  |        |
| 2024 | Especial (RJ)    | Mocidade Independente            | Pede Caju que Dou, Pé de Caju que Dá!                                                              |        |
| 2024 | Especial (RJ)    | Viradouro                        | Arroboboi, Dangbé                                                                                  |        |
| 2024 | Série Ouro (RJ)  | Estácio de Sá                    | Chão de Devoção: Orgulho Ancestral                                                                 |        |
| 2024 | Série Ouro (RJ)  | Unidos de Padre Miguel           | O Redentor do Sertão                                                                               |        |
| 2024 | Série Ouro (RJ)  | Sereno de Campo Grande           | 4 de Dezembro                                                                                      |        |
| 2024 | Série Ouro (RJ)  | Inocentes de Belford Roxo        | Debret pintou, Camelô gritou: "compre 2, leve 3!" Tudo para agradar o freguês                      |        |
| 2024 | Acesso 2 (SP)    | X-9 Paulistana                   | Nordestino Sim... Nordestinado Jamais!                                                             | [ 77 ] |
| 2025 | Especial (RJ)    | Paraíso do Tuiuti                | Quem Tem Medo de Xica Manicongo?                                                                   | [ 78 ] |
| 2025 | Especial (RJ)    | Unidos de Padre Miguel           | Egbé Iyá Nassô                                                                                     | [ 79 ] |
| 2025 | Especial (RJ)    | Mocidade Independente            | Voltando Para o Futuro - Não Há Limites pra Sonhar                                                 | [ 80 ] |
| 2025 | Série Ouro (RJ)  | Arranco                          | Mães que Alimentam o Sagrado                                                                       | [ 81 ] |
| 2025 | Série Ouro (RJ)  | Estácio de Sá                    | O Leão Se Engerou em Encantado Amazônico                                                           | [ 82 ] |
| 2025 | Série Ouro (RJ)  | Inocentes de Belford Roxo        | Ewe, a Cura Vem da Floresta (reedição do enredo de 2008)                                           | [ 83 ] |
| 2025 | Série Prata (RJ) | Unidos da Vila Santa Tereza      | Salve Maria Joanna Rezadeira, Salve o Jongo da Serrinha, Saravá, Saravá, Saravá!                   | [ 84 ] |
| 2025 | Série Prata (RJ) | Acadêmicos da Abolição           | Os Reis da Rua                                                                                     | [ 85 ] |
| 2025 | Especial (SP)    | Camisa Verde e Branco            | O Tempo Não Para! Cazuza – O Poeta Vive                                                            | [ 86 ] |
| 2026 | Especial (RJ)    | Paraíso do Tuiuti                | Lonã Ifá Lukumi                                                                                    | [ 87 ] |

## Premiações
- Estandarte de Ouro

1. 2007 - Melhor samba-enredo (Beija-Flor - "Áfricas - Do Berço Real à Corte Brasiliana") [88]
2. 2015 - Melhor samba-enredo (Renascer - "Candeia! Manifesto ao Povo em Forma de Arte!") [89]
3. 2017 - Melhor samba-enredo (UPM - "Ossaim: o Poder da Cura") [90]
4. 2022 - Melhor samba-enredo (Inocentes - "A Meia-Noite dos Tambores Silenciosos") [91]
5. 2023 - Melhor samba-enredo (Tuiuti - "Mogangueiro da Cara Preta") [92]
6. 2023 - Melhor samba-enredo (Lins Imperial - "Madame Satã: Resistir Para Existir") [93]
7. 2024 - Melhor samba-enredo (Estácio - "Chão de Devoção: Orgulho Ancestral") [94]

- Estrela do Carnaval

1. 2015 - Melhor samba-enredo (Renascer - "Candeia! Manifesto ao Povo em Forma de Arte!") [95]
2. 2017 - Melhor samba-enredo (UPM - "Ossaim: o Poder da Cura") [96]
3. 2018 - Melhor samba-enredo (Tuiuti - "Meu Deus, Meu Deus, Está Extinta a Escravidão?") [97]
4. 2018 - Melhor samba-enredo (Unidos de Padre Miguel - "Eldorado Submerso: Delírio Tupi-Parintintin") [98]
5. 2024 - Melhor samba-enredo (Estácio - "Chão de Devoção: Orgulho Ancestral") [99]
6. 2025 - Melhor samba-enredo (Arranco - "Mães que Alimentam o Sagrado") [100]

- Fala Galera Carna Insta

1. 2024 - Melhor samba-enredo (UPM - "O Redentor do Sertão") [101]

- Gato de Prata

1. 2015 - Melhor samba-enredo (Renascer - "Candeia! Manifesto ao Povo em Forma de Arte!") [102]
2. 2019 - Melhor samba-enredo (Renascer - "Dois de Fevereiro no Rio Vermelho") [103]
3. 2022 - Melhor samba-enredo (Inocentes - "A Meia-Noite dos Tambores Silenciosos") [104]
4. 2023 - Melhor samba-enredo (Lins Imperial - "Madame Satã: Resistir Para Existir") [105]
5. 2024 - Melhor samba-enredo (Estácio - "Chão de Devoção: Orgulho Ancestral")[106]
6. 2025 - Melhor samba-enredo (Arranco - "Mães que Alimentam o Sagrado")[107]

- Plumas & Paetês Cultural

1. 2016 - Melhor pesquisador de enredo (Beija-Flor) [108]
2. 2017 - Melhor samba-enredo (Renascer - "O Papel e o Mar") [109]
3. 2018 - Melhor samba-enredo ("Renascer: De Flechas e de Lobos") [110]
4. 2024 - Melhor samba-enredo (UPM - "O Redentor do Sertão") [111]

- Prêmio 100% Carnaval

1. 2023 - Melhor samba-enredo (Lins Imperial - "Madame Satã: Resistir Para Existir") [112]
2. 2024 - Melhor samba-enredo (Estácio - "Chão de Devoção: Orgulho Ancestral") [113]
3. 2025 - Melhor samba-enredo (Estácio - "O Leão Se Engerou em Encantado Amazônico") [114]

- Prêmio Destaques do Ano

1. 2023 - Compositor do Ano [115]

- Prêmio Feras da Sapucaí

1. 2023 - Melhor samba-enredo (Lins Imperial - "Madame Satã: Resistir Para Existir") [116]

- Prêmio SRzd

1. 2014 - Melhor samba-enredo (Renascer - "Olhar Caricato - Simplesmente Lan") [117]
2. 2015 - Melhor samba-enredo (Renascer - "Candeia! Manifesto ao Povo em Forma de Arte!") [118]
3. 2017 - Melhor samba-enredo (Renascer - "O Papel e o Mar") [119]
4. 2018 - Melhor samba-enredo (Inocentes - "Mojú, Magé, Majubá - Sinfonias e Batuques") [120]
5. 2019 - Melhor samba-enredo (Renascer - "Dois de Fevereiro no Rio Vermelho") [121]

- Prêmio Ziriguidum

1. 2015 - Melhor samba-enredo (Renascer - "Candeia! Manifesto ao Povo em Forma de Arte!") [122]

- S@mba-Net

1. 2017 - Melhor samba-enredo (Renascer - "O Papel e o Mar") [123]
2. 2018 - Melhor samba-enredo (Tuiuti - "Meu Deus, Meu Deus, Está Extinta a Escravidão?") [124]
3. 2018 - Melhor samba-enredo (UPM - "Eldorado Submerso: Delírio Tupi-Parintintin") [124]
4. 2022 - Melhor samba-enredo (Inocentes - "A Meia-Noite dos Tambores Silenciosos") [125]
5. 2023 - Melhor samba-enredo (Lins Imperial - "Madame Satã: Resistir Para Existir") [126]
6. 2024 - Melhor samba-enredo (Estácio - "Chão de Devoção: Orgulho Ancestral") [127]

- Tamborim de Ouro

1. 2007 - O Samba do Ano (Beija-Flor - "Áfricas - Do Berço Real à Corte Brasiliana") [128]
2. 2018 - O Samba do Ano (Tuiuti - "Meu Deus, Meu Deus, Está Extinta a Escravidão?") [129]

- Troféu Band Folia

1. 2024 - Melhor samba-enredo (UPM - "O Redentor do Sertão") [130]

- Troféu Explosão in Samba

1. 2023 - Melhor samba-enredo (Lins Imperial - "Madame Satã: Resistir Para Existir") [131]
2. 2024 - Melhor samba-enredo (UPM - "O Redentor do Sertão") [132]

- Troféu Jorge Lafond

1. 2014 - Melhor samba-enredo (Renascer - "Olhar Caricato - Simplesmente Lan") [133][134]
2. 2015 - Melhor samba-enredo (Renascer - "Candeia! Manifesto ao Povo em Forma de Arte!") [135][136]

- Troféu Nota 10

1. 2017 - Melhor samba-enredo (Renascer - "O Papel e o Mar") [137]

- Troféu Sambario

1. 2018 - Melhor samba-enredo (UPM - "Eldorado Submerso: Delírio Tupi-Parintintin") [138]
2. 2024 - Melhor samba-enredo (Estácio - "Chão de Devoção: Orgulho Ancestral") [139]

- Troféu Sambista

1. 2017 - Melhor samba-enredo (UPM - "Ossaim: o Poder da Cura") [140]
2. 2018 - Melhor samba-enredo (Tuiuti - "Meu Deus, Meu Deus, Está Extinta a Escravidão?") [141]
3. 2018 - Melhor samba-enredo (UPM - "Eldorado Submerso: Delírio Tupi-Parintintin") [141]

- Troféu Tupi Carnaval Total

1. 2023 - Melhor samba-enredo (Lins Imperial - "Madame Satã: Resistir Para Existir") [142]
2. 2024 - Melhor samba-enredo (Estácio - "Chão de Devoção: Orgulho Ancestral") [143]

- Troféu Vai dar Samba

1. 2018 - Melhor samba-enredo (Tuiuti - "Meu Deus, Meu Deus, Está Extinta a Escravidão?") [144]